# Canal+ (Frankrike)
Canal+ är en betal-tv-kanal, som premiärsände i fransk tv 1984. Kanalen är en stor sponsor av framför allt fransk film. Canal+ huvudkontor ligger i Issy-les-Moulineaux, strax utanför Paris i Frankrike. 
Sedan 1990-talet har kanalen systerkanaler även i andra europeiska länder.

## Historik
Kanalen startades 1984 av det då statliga företaget Havas och var den första betal-tv-kanalen i Europa. Kanalen blev populär efter ett tag, bland annat för att den var lätt åtkomlig genom distribution i marknät och enkla abonnemang. 1989 hade kanalen tre miljoner abonnenter i Frankrike och började sända utomlands via satellit.
År 2000 blev Vivendi största aktieägare. 

## Europeiska systerkanaler
Under 1990-talet expanderade Canal+ internationellt och startade kanaler i flera andra europeiska länder. Under 2000-talet kom dock flera av dessa kanaler att avyttras - i vissa fall kvarstod dock kanalnamnet.

### Nederländerna
Även på den nederländska marknaden etablerades Canal+ i och med uppköpet av FilmNet. 2005 såldes de nederländska Canal Plus-kanalerna till Liberty Global Europe och bytte därmed namn till Sport1 och Film1 följande år.

### Polen
2 december 1994 startade Canal+ sina polska sändningar. Idag har flera film- och sportkanaler etablerats.

### Skandinavien
1997 köpte Canal+ upp Nethold och gjorde därmed inträde även på den svenska, norska, danska och finska marknaderna, där Nethold ägde kanalerna FilmNet 1 och FilmNet 2. 1 september 1997 bytte kanalerna namn; FilmNet 1 blev Canal+ och kom att sändas som särskilda nationella kanaler, och FilmNet 2 övergick till att heta Canal+ Gul, och fick gemensam tablå för alla tre länderna - dock med olika textningar. 1999 tillkom Canal+ Blå. Samma sorts färgkodning användes i flera andra delar av Europa. Hösten 2001 startades ytterligare en kanal, kallad Canal+ Zap.
I oktober 2003 sålde moderbolaget den skandinaviska enheten, Canal+ Television AB, till Nordic Capital och Baker Capital, och under de nya ägarna bytte Canal+ Television namn till C More Entertainment AB. Namnet Canal+ kvarstod dock på de enskilda kanalerna fram till 2012.
Groupe Canal+ är sedan den 20 juli 2023 delägare i den tidigare konkurrenten Viaplay.

### Spanien
Spanska Canal+ ägs av Sogecable och lanserades i marknätet i september 1990. År 2005 ändrades kanalens licens till en fri-tv-licens. Canal+ ersattes därför av den nya kanalen Cuatro på marksändarna i november 2005. Canal+ och dess systerkanaler sänder efter detta enbart via satellit och kabelnät.